# Sergio Lancini
Sergio Lancini (Rovato, 23 gennaio 1966) è un ex calciatore italiano, di ruolo difensore.

## Carriera
Debutta in Serie C2 con l'Ospitaletto nel 1983 rimanendovi per tre stagioni. In seguito gioca per due anni da titolare in Serie B nel Bologna e poi ancora per un anno e mezzo in cadetteria nel Barletta. In seguito viene prestato al Venezia Mestre in Serie C1, prima di essere ripreso in Serie B dal Barletta.
Dal novembre 1990 gioca nel Viareggio in Serie C2, mentre dal 1991 milita nella SPAL in Serie C1 aiutando i ferraresi a salire in Serie B nel 1992, categoria dove milita l'anno successivo. Lascia Ferrara per un anno nel 1994 per andare al Siena, tornando poi coi biancazzurri per un anno in Serie C1. Nel 1996 torna ancora a Siena per una stagione, prima di passare al Modena dove chiude la carriera tra i professionisti nel 1998.
Complessivamente ha collezionato 138 presenze in Serie B con 3 reti.

## Palmarès

### Club

#### Competizioni regionali
- Campionato italiano Serie C1: 1

SPAL: 1991-1992